# 아산 맹씨 행단
아산 맹씨 행단(牙山 孟氏 杏壇)은 대한민국 충청남도 아산시 배방읍 중리에 있는 고려시대 건축물이다. 1963년 1월 21일 대한민국의 사적 제109호로 지정되었다.
아산맹씨행단은 아산 시내에서 온천동을 거친 뒤 좌부동을 지나 6km 정도 떨어진 지점에 있다. 아산맹씨행단 내에는 맹사성 정승이 심은 600여 년 된 은행나무와 고택이 있는데, 이 건물은 한국에서 제일 오래된 민가이다. 고택 뒤에는 맹 정승과 그의 부친인 희도, 조부 유의 위패를 봉안한 사당으로 세덕사가 있다. 거대한 은행나무가 있어서 행단이라 부른 것으로 추정하나, 공부하던 자리의 의미인 행단이 된 것으로도 추정된다.

## 개요
조선 전기 청백리로 유명한 고불 맹사성(1360∼1438) 가족이 살던 집으로, 원래 고려 후기에 최영 장군이 지은 집이라고 전하기도 한다.
맹사성은 고려말 · 조선초의 문신으로, 최영 장군의 손주사위이다. 고려 우왕 12년(1386) 문과에 급제하여 춘추관검열, 전의시승 등을 지내고 조선 태조 때에는 예조의랑, 이조참의, 예문관대제학, 우의정의 벼슬을 했다. 사람됨이 소탈하고 조용하며, 효성이 지극하였으나, 조정의 중요한 일을 의논할 때는 과감하게 일을 처리하였다.
‘행단(杏壇)’이란 선비가 학문을 닦는 곳이라는 뜻인데, ㄷ자형 맞배집으로 이곳은 우리나라 일반 백성이 살던 집 중에서 가장 오래된 건물 가운데 하나로 알려져 있다.
집의 마당에는 600년이 된 은행나무 2그루가 서 있고, 뒷동산에는 느티나무 ·전나무·감나무 들이 넓은 숲을 이루고 있다. 또한 집 앞의 개울가에도 느티나무·버드나무 등이 많이 자라고 있으며, 담장 안 마당에는 채소밭도 만들어져 있다.
이 집을 통해 조선 전기 민가의 모습을 잘 알 수 있다.

## 참고 자료
- 아산 맹씨 행단 - 국가유산청 국가유산포털